# 重久剛一
重久 剛一（しげひさ たけかず、1942年1月24日 - ）は、京都府京都市出身の日本の俳優。血液型はAB型。本名は西村 寶。旧芸名は重久 剛。

## 略歴
かつては劇団くるみ座に所属していた。

## 出演

### 映画
- 「燃えよ剣」（1966年11月12日）
- 「キッズ・リターン」（1996年7月27日） - シゲさん
- 「DOG STAR」（2002年4月27日） - ボクシングジム会長

### Vシネマ
- 「監禁逃亡 異常性欲のはてに」（1995年8月25日）
- 「実録外伝 ゾンビ極道」（2004年2月27日）

### テレビドラマ

#### NHK
- 「いつか来た道」（1983年2月27日 - 3月20日）

#### 日本テレビ
- 「十手無用 九丁堀事件帖」第13話（1975年12月28日）
- 「桃太郎侍」
  - 第19話「中仙道・鬼狩り道中」（1977年2月13日） - 源六
  - 第38話「甘い言葉に罠がある」（1977年6月26日） - 銀蔵
  - 第54話「闇をさく妖剣」（1977年10月16日） - 久造
  - 第72話「絵筆に賭けた命」（1978年2月26日） - 仙八
  - 第85話「女金貸し鬼より怖い」（1978年5月28日） - 丑松
  - 第96話「父娘を結ぶ赤い布」（1978年8月13日）
  - 第126話「看板娘を狙う鬼」（1979年3月18日） - 政吉
  - 第145話「鯛より旨い鰯の人情」（1979年7月29日） - 阿部家御膳番
  - 第164話「お袋さんと呼ばれたい」（1979年12月9日） - 佐五蔵
  - 第187話「旅は道連れ世は無情」（1980年5月18日） - 丑
  - 第201話「当るも八卦当らぬも八卦」（1980年8月24日）
  - 第215話「生みの親より育ての親か」（1980年11月30日）
  - 第224話「邪剣に勝った瓦版」（1981年2月8日） - 彦松
  - 第241話「赤い首輪をつけた猫」（1981年6月7日） - 庄吉
- 「松平右近事件帳」第2話（1982年4月4日） - 悟作
- 火曜サスペンス劇場
  - 「影なき殺意」（1982年6月22日）
  - 「原子炉の蟹」（1987年11月17日）
  - 「京都・女性記者シリーズ」第3作（1990年3月20日）
  - 「弁護士・朝日岳之助」第2作（1990年5月29日）
  - 「眠れぬ夜のために」（1991年10月29日）
  - 「警視庁鑑識班」
    - 第1作「ネジと花粉とライターの石 殺人現場の微細な遺留物が真犯人を追いつめる」（1996年5月14日）
    - 第2作「指紋、鏡の破片、血染めの貝殻 ― 殺人現場の遺留物が語る真犯人の心のひだ」（1996年12月3日）
- 木曜ゴールデンドラマ → ドラマシティ'92
  - 「私が殺した女」（1982年8月19日） - 刑事
  - 「目撃者ご一報下さい」（1983年7月21日）
  - 「悪霊の午後」（1992年5月14日）
- 長七郎江戸日記シリーズ
  - 「長七郎江戸日記 第1シリーズ」
    - 第8話「風流五三の桐変化」（1983年12月6日） - 店者
    - 第45話「瓦版始末記」（1985年1月8日） - 七兵衛
    - 第60話「大江戸女番長始末記」（1985年5月7日） - 六助
    - 第79話「心はひとつ義兄弟」（1985年12月10日） - 佐吉
    - 第92話「望郷子守唄」（1986年3月18日） - 島造

  - 「長七郎江戸日記 第2シリーズ」第30話（1988年11月8日） - 伝八
  - 「長七郎江戸日記 第3シリーズ」第28話（1991年6月11日） - 佐渡吉
- 「ハロー!グッバイ」第12話（1989年7月21日）'
- 八百八町夢日記シリーズ
  - 「八百八町夢日記 第1シリーズ」
    - 第14話「ねの字小僧参上」（1990年1月30日） - 唐獅子の甚兵衛
    - 第18話「最後の涙」（1990年2月27日） - むささびの茂助

  - 「八百八町夢日記 第2シリーズ」
    - スペシャル1「みちのく忠臣蔵」（1991年10月8日） - ならず者
    - スペシャル2「国盗り夢物語」（1992年3月24日） - 葛丸
- 「刑事貴族2」第9話「スイートメモリー」（1991年6月14日） - 事務長
- 「半七捕物帳」第2話（1992年10月20日） - 六造
- 「闇を斬る!大江戸犯科帳」第7話（1993年4月20日） - 弥助

#### TBS
- 「風」第4話（1967年10月25日）
- 「海の次郎丸」第22話（1968年8月2日）
- 大岡越前シリーズ
  - 「大岡越前 第2部」第9話（1971年7月12日） - 仙吉
  - 「大岡越前 第3部」第21話（1972年11月6日） - 留吉
  - 「大岡越前 第6部」第2話（1982年3月15日） - 番人
  - 「大岡越前 第7部」第21話（1983年9月12日） - 銭屋の番頭
  - 「大岡越前 第8部」第20話（1984年12月3日） - そばや
  - 「大岡越前 第9部」第15話（1986年2月3日） - 熊三
  - 「大岡越前 第10部」第17話（1988年6月20日） - 久兵衛
- 必殺シリーズ
  - 「必殺仕掛人」第21話（1973年1月20日） - 岡っ引き文造
  - 「必殺仕置人」
    - 第14話「賭けた命のかわら版」（1973年7月21日） - 卯平
    - 第22話「楽あれば苦あり親はなし」（1973年9月15日） - 平吉

  - 「助け人走る」
    - 第1話「女郎大脱走」（1973年10月20日） - 常吉
    - 第7話「営業大妨害」（1973年12月1日）
- 影同心シリーズ
  - 「影同心」第1話（1975年4月5日） - 八百梅の主人
  - 「影同心II」第17話（1976年2月7日）
- 江戸を斬るシリーズ
  - 「江戸を斬るII」第26話（1976年5月3日） - 瓦版屋
  - 「江戸を斬るIII」第2話（1977年1月24日） - 中間
  - 「江戸を斬るVII」
    - 第6話「桃の節句の鬼退治」（1987年3月2日）
    - 第12話「裏切り盗っ人仁義」（1987年4月13日） - 連蔵
- 水戸黄門シリーズ
  - 第7部
    - 第1話「水戸から消えた黄門さま」（1976年5月24日） - 百姓
    - 第9話「群狼の罠」（1976年7月19日） - 北海屋の手下
    - 第10話「吼えろ!! 北海の火縄銃」（1976年7月26日） - 北海屋の手下
    - 第19話「最上紅花恋の唄」（1976年9月27日） - 新田屋の番頭

  - 第8部
    - 第10話「命賭ける時」（1977年9月19日） - 中間
    - 第14話「飛龍の火祭り」（1977年10月17日） - 猟師

  - 第12部
    - 第4話「兄と呼ばれた格之進」（1981年9月21日） - 大島屋番頭
    - 第20話「悲願叶えた糸車」（1982年1月11日） - 利助

  - 第13部
    - 第11話「悪を縛った伊賀の組紐」（1982年12月27日） - 善作
    - 第16話「死を賭けた裏切り」（1983年1月31日）

  - 第14部 第4話「わがまま姑の嫁いびり -白石-」（1983年11月21日） - 徳三
  - 第15部 第23話「鬼庄屋にされた黄門様 -篠山-」（1985年7月1日） - 百姓
  - 第16部
    - 第26話「おてんば姫君七変化 -亀田-」（1986年10月20日） - 宿の主人
    - 第28話「娘を救った偽黄門 -弘前-」（1986年11月3日） - 太十
    - 最終話「旅遥か 恋の船唄 -水戸-」（1987年1月19日） - 鹿島屋番頭

  - 第17部
    - 第6話「悲願仇討ち傘女房 -岐阜-」（1987年10月5日） - 熊五郎の子分
    - 第14話「馬が蹴散らす悪企み -琴平-」（1987年11月30日） - 熊

  - 第18部 第28話「印籠盗んだ女掏摸 -清水-」（1989年3月27日）
  - 第20部 第43話（1991年9月2日） - 勘助
  - 第21部 第30話（1992年10月26日） - 仙造
  - 第22部 第6話（1993年6月21日） - 団七
  - 第23部 第8話（1994年9月19日） - 虎松
  - 第24部 第6話（1995年10月23日） - 金八
  - 第26部 第25話（1998年8月10日） - 蔦屋鬼政
  - 第27部 第12話（1999年6月7日） - 三崎屋儀兵衛
- 「翔んでる!平賀源内」第10話（1989年7月10日）
- 月曜ドラマスペシャル
  - 「拝啓オグリキャップ様」（1991年9月30日）
  - 「美人秘書の秘密」第2作（1993年6月21日） - 藤岡
  - 「君は今どこに」（1994年9月5日）
- 「サラリーマン金太郎 第3期」第1話 - 第4話（2002年1月6日 - 1月27日） - 柏木

#### フジテレビ
- 「銭形平次」
  - 第23話「闇夜の目」（1966年10月5日） - 三吉
  - 第358話「唄が殺しを呼んでいた」（1973年3月14日）
  - 第409話「江戸と田舎の若旦那」（1974年3月6日） - 伊太八
  - 第420話「浪花男の江戸の夢」（1974年5月22日） - 伊太五郎
  - 第438話「大江戸二十四時」（1974年9月25日） - 銀次
  - 第468話「打首待った!」（1975年4月30日） - 丑松
  - 第474話「おみくじは凶と出た」（1975年6月11日） - 丈吉
  - 第501話「卍 蜘蛛」（1975年12月17日） - 伊太八
  - 第507話「消えた証文」（1976年2月4日） - 留造
  - 第521話「平次一番勝負」（1976年5月12日） - 梅吉
  - 第530話「風前の灯」（1976年7月14日） - 仙蔵
  - 第545話「屋形船の殺人」（1976年10月27日） - 亀造
  - 第556話「居酒屋」（1977年1月22日） - 寅松
  - 第564話「狙われた獄門首」（1977年3月9日） - 島造
  - 第581話「吉凶うらおもて」（1977年7月13日） - 亀蔵
  - 第601話「父と娘」（1977年12月14日） - 仙吉
  - 第621話「しのぶ河岸」（1978年5月3日） - 喜助
  - 第663話「誰がための十手」（1979年3月14日） - 喜助
  - 第700話「みなし児の詩」（1979年） - 和泉屋の番頭
  - 第703話「想い出の紙風船」（1980年1月23日） - 藤吉
  - 第713話「大江戸大地震」（1980年） - 与平
  - 第759話「浮世がからんだ一番富」（1981年3月18日） - 倉松
  - 第818話「五年目の恩讐」（1982年） - 銀次
  - 第850話「死者は夜歩く」（1983年） - 久七
  - 第868話「七つの顔の平次」（1983年10月26日）
- 「新 三匹の侍」第9話（1970年8月31日）
- 「木枯し紋次郎 第2部」
  -     - 第14話「明鴉に死地を射た」（1973年2月17日）
    - 第16話「和田峠に地獄火を見た」（1973年3月3日） - 芳三
    - 最終話「上州新田郡三日月村」（1973年3月31日）
- 「ぶらり信兵衛 道場破り」第30話（1974年5月2日）
- 「座頭市物語」第5話（1974年10月31日）
- 「痛快!河内山宗俊」
  - 第7話「御祝儀放免」（1975年11月17日）
  - 第10話「鬼より怖い奴がいた」（1975年12月8日）
  - 第21話「妻恋い、母恋い風ひとつ」（1976年2月23日）
- 「夫婦旅日記 さらば浪人」
  - 第1話「雨あがる」（1976年4月5日）
  - 第5話「母の峠路」（1976年5月3日）
  - 第13話「暮れ六ツの鐘が鳴る」（1976年6月28日）
- 「お耳役秘帳」第13話（1976年6月29日）
- 「新・座頭市」シリーズ
  - 「新・座頭市 第2シリーズ」第4話（1978年1月30日）
  - 「新・座頭市 第3シリーズ」第16話（1979年8月20日） - 番頭
- 「江戸の波濤」（1979年12月12日）
- 「江戸の用心棒」
  - 第1話「三人の命知らず」（1981年4月2日）
  - 第18話「浮気の現場」（1981年7月30日）
- 時代劇スペシャル
  - 「刺客街道」（1982年5月28日）
  - 「薩摩飛脚」（1982年6月11日）
  - 「御金蔵破り」第3作（1983年1月14日）
  - 「旗本退屈男」（1983年2月25日）
  - 「剣客商売」第2作（1983年3月4日）
  - 「乾いて候」第1作（1983年6月17日）
  - 「怪猫有馬御殿」（1983年8月12日）
  - 「隠密くずれ」第4作（1983年8月26日）
  - 「樅ノ木は残った」（1983年12月1日）
- 「影の軍団IV」第8話（1985年5月21日）
- 「泳げ! 第5コース」（1986年4月11日 - 10月31日）
- 「散歩する霊柩車」（1990年7月30日 - 8月3日）
- 男と女のミステリー「冬の花 悠子」（1990年8月24日） - 源吉

#### テレビ朝日
- 「さむらい飛脚」第7話（1971年2月20日）
- 「地獄の辰捕物控」第25話（1973年3月22日）
- 「素浪人 天下太平」第5話（1973年5月3日）
- 「いただき勘兵衛 旅を行く」第10話（1973年12月13日） - 番頭
- 「斬り抜ける」第1話（1974年10月3日） - 飛脚
- 遠山の金さんシリーズ
  - 「ご存じ金さん捕物帳」第10話（1974年12月1日）
  - 「遠山の金さん（杉良太郎主演）」
    - 「遠山の金さん 第1シリーズ」
      - 第9話「逃がし屋を追え!!」（1975年11月27日）
      - 第16話「燃える男の胸で泣け!!」（1976年1月15日）
      - 第81話「お京・合掌!」（1977年5月5日）

    - 「遠山の金さん 第2シリーズ」
      - 第8話「女が渡った泪橋」（1979年4月12日）
      - 第27話「裏切り」（1979年9月13日） - 甚六

  - 「遠山の金さん（高橋英樹主演）」
    - 「遠山の金さん」
      - 第39話「女賞金稼ぎ! 鬼薊のおりん」（1983年1月13日）
      - 第127話「深川情話・愛をきざむ氷の女!」（1985年1月17日） - 左八
      - 第140話「女用心棒・黒猫のお銀II "女は心が命です"」（1985年5月9日）
      - 第148話「女のいくさ・花も嵐も踏みこえて!」（1985年7月4日）
      - 第154話「未婚の母! 愛の子育て夢日記」（1985年9月5日）

    - 「遠山の金さんII」
      - 第13話「長崎から来た麗人・不知火太夫!」（1986年1月21日）
      - 第29話「男嫌いの芸者が惚れた!」（1986年6月10日）
- 「五街道まっしぐら!」第7話（1976年11月27日）
- 必殺シリーズ
  - 「新・必殺仕置人」
    - 第5話「王手無用」（1977年2月18日） - 旗本神尾
    - 第22話「奸計無用」（1977年6月24日） - 呉服屋番頭

  - 「江戸プロフェッショナル・必殺商売人」第15話（1978年6月2日） - 文七
  - 「必殺仕事人」
    - 第2話「主水おびえる! 闇に光る眼は誰か?」（1979年5月25日） - 藤助
    - 第13話「矢で狙う標的は仕事人か?」（1979年8月10日） - 同心渡辺
    - 第26話「半吉は女の愛で立ち直れるか?」（1979年11月16日） - 手代風の男
    - 第38話「闇技船中殺」（1980年2月8日） - 多助
    - 第47話「悔し技情念恋火攻め」（1980年4月18日） - 駕篭屋
    - 第64話「崩し技真偽友禅染め落し」（1980年8月29日） - 番頭宇平
    - 第78話「疾風技浮世節無情斬り」（1980年12月12日） - 弥平
    - 第83話「沈め技花嫁偽装返し突き」（1981年1月23日） - 善

  - 「新・必殺仕事人」
    - 第4話「主水 寝言に奮う」（1981年5月29日） - 加倉井
    - 第44話「主水 予算オーバーする」（1982年4月9日） - 太助

  - 「必殺仕事人V・激闘編」
    - 第11話「加代、何でも屋婆さんに驚く」（1986年2月7日） - 銀次
    - 第31話「加代、究極の美男に惚れる」（1986年7月11日） - 以蔵

  - 「必殺仕事人V・旋風編」第4話（1986年12月12日） - 源蔵
- 「人形佐七捕物帳」
  - 第9話「冥土の恨み独楽」（1977年6月4日） - 常吉
  - 第19話「贋金を裂く仮親子」（1977年8月27日） - 常吉
  - 第28話「護送し損ねた幸福」（1977年11月12日） - 兼吉
- 暴れん坊将軍シリーズ
  - 「吉宗評判記 暴れん坊将軍」
    - 第6話「天晴れ! 芋侍」（1978年2月11日） - 仁吉
    - 第26話「朝寝朝酒で出世した男」（1978年7月15日） - 弥蔵
    - 第40話「翔べ! 下町の神童」（1978年11月18日） - 菅野
    - 第52話「失脚! 大岡越前守」（1979年2月17日） - 定廻り
    - 第68話「涙のにせ訴状」（1979年6月9日） - 松造
    - 第83話「天下を狙う盗賊」（1979年10月20日） - 皆吉
    - 第101話「八百万石を担ぐ男」（1980年2月23日） - 良平
    - 第107話「あわれ、女お庭番」（1980年4月12日） - 伊太
    - 第117話「虎に喰われた悪い奴」（1980年6月21日） - 留吉
    - 第125話「男の門出の燈篭流し」（1980年8月16日） - 白倉十郎太
    - 第139話「口説いた相手が悪かった」（1980年11月29日） - 鉄平
    - 第144話「御命焼酎一升にて候」	（1981年1月17日） - 吾作
    - 第157話「呪われた千両箱」（1981年4月25日） - 平吉
    - 第170話「血斗! 甲州笛吹川」（1981年8月1日） - 源次
    - 第200話「泣き笑い大江戸三人娘」（1982年3月6日） - 金兵衛

  - 「暴れん坊将軍II」
    - 第30話「喧嘩纒は俺が振る!」（1983年10月8日） - 清吉
    - 第89話「八丁堀師走の恋唄」（1984年12月29日） - 半次
    - 第105話「偽りの恋 七年目の仇討ち!」（1985年5月4日） - 源太
    - 第122話「秘めた誓いの夢千両!」（1985年9月14日） - 八五郎
    - 第137話「五郎左を寝盗るか、詐欺女!?」（1986年1月25日） - 宇三郎
    - 第151話「あかりが欲しい! 恋の辻占」（1986年5月10日） - 儀平
    - 第164話「夫婦飛脚の夢だより!」（1986年8月23日） - 卯助
    - 第185話「俺がまことの吉宗だ!」（1987年2月14日） - 亀蔵

  - 「暴れん坊将軍III」
    - 第6話「紅蓮の炎に消えた恋」（1988年2月13日） - 丑松
    - 第14話「妻を斬った男」（1988年4月16日） - 政吉
    - 第29話「阿呆と呼ばれた名将軍」（1988年7月30日） - 赤井権九郎
    - 第45話「おイモを生んだ目安箱」（1988年12月24日） - 佐吉
    - 第57話「母恋いなみだ舟」（1989年4月15日） - 島造
    - 第95話「春遠き お捨屋敷の女」（1990年2月24日） - 利吉
    - 第114話「地獄へ道連れ! 美女と将軍」（1990年7月21日） - 不二松

  - 「暴れん坊将軍IV」
    - 第13話「血ぬられた折鶴」（1991年7月6日） - 権造
    - 第63話「情けに泣いた復讐鬼!」（1992年6月27日） - 三次

  - 「暴れん坊将軍V」第12話（1993年6月19日） - 伊平
  - 「暴れん坊将軍VI」第29話（1995年5月20日） - 作平
- 「長七郎天下ご免!」
  - 第13話「吾兵衛が惚れた!」（1980年1月31日） - 町医者
  - 第24話「酒がかたきの極楽とんぼ」（1980年4月17日） - むささびの常
  - 第37話「真珠の涙に燃えた剣」（1980年7月17日） - 南海屋手代
  - 第53話「かりそめの花嫁衣裳」（1980年12月4日） - 番頭
  - 第86話「情け丁半! 姉妹かんざし」（1981年8月27日） - 安吉
  - 第108話「見ざる言わざる父娘ざる」（1982年2月18日） - 源次
- ザ・ハングマンシリーズ
  - 「ザ・ハングマン」最終話（1981年11月6日）
  - 「ザ・ハングマンII」第6話（1982年7月9日）
- 「赤かぶ検事奮戦記II」第9話（1982年1月29日）
- 「連続アクチュアルドラマ・部長刑事」
  - 第1221話「3500万人が消された」（1982年3月20日）
  - 第1242話「死をささやくトランペット」（1982年8月14日）
  - 第1273話「殺人教師・その愛」（1983年3月19日）
  - 第1279話「デカと包丁と魚」（1983年4月30日）
  - 第1441話「もうゴングは鳴らない」（1985年11月9日）
  - 第1573話「家族いじめ」（1988年12月24日）
  - 第1591話「コックリさん殺人事件」（1989年5月6日）
  - 第1612話「カムバック哀歌」（1989年9月30日）
- 土曜ワイド劇場
  - 「西村京太郎トラベルミステリー」第3作（1982年4月17日） - 市川三郎
  - 「瀬戸内海殺人事件」（1983年3月19日）
  - 「出雲3号0713の殺意」（1989年5月6日）
  - 「魔性の殺人」（1993年10月16日）
  - 「女外科医・疑惑のメス」（1995年5月6日）
- 「源九郎旅日記 葵の暴れん坊」
  - 第2話「命を的の母ごころ」（1982年5月15日） - 伊三次
  - 第15話「極楽とんぼのひとり旅」（1982年8月21日） - 時造
  - 第24話「地獄砦の用心棒」（1982年10月23日） - 嘉七
  - 第37話「孤剣に賭けた越後の女」（1983年1月29日） - 銀次
- 「西部警察 PART-III」第42話（1984年2月26日）
- 「京都かるがも病院」第18話（1987年2月10日）
- 「続・三匹が斬る!」第10話「浜千鳥、幻の父恋しオルゴール」（1989年2月23日） - 喜重
- 火曜ミステリー劇場「西村寿行ミステリー 犬笛」（1990年10月9日）
- 七人の女弁護士シリーズ
  - 「七人の女弁護士 第1シリーズ」第8話（1991年3月14日） - 内田康行
  - 「七人の女弁護士 第2シリーズ」第7話（1991年12月12日）
  - 「七人の女弁護士 第3シリーズ」第3話（1993年1月21日）
- 「本当にあった怖い話」第1話（1992年4月13日）
- 「法医学教室の事件ファイル 第1シリーズ」第7話（1992年8月27日）
- 「将軍家光忍び旅II」第11話（1992年12月12日） - 伊之吉
- 「菊亭八百善の人びと」（1994年2月3日）
- 「京都迷宮案内 第1シリーズ」第5話（1999年2月11日） - 小嶋

#### テレビ東京
- 「絵島生島」最終話（1971年12月25日）
- 「紫頭巾 紫頭巾事件帖」
  - 第2話「御用船炎上」（1972年4月13日）
  - 第17話「岡っ引き殺人事件」（1972年7月27日）
- 「新 木枯し紋次郎」
  - 第7話「四度渡った泪橋」（1977年11月16日） - 藤兵衛
  - 第25話「生国は地獄にござんす」（1978年3月22日） - 弥助
- 「疾風同心」
  - 第9話「狙われたドジな奴」（1978年11月15日）
  - 第17話「お囃子お新」（1979年1月10日） - かげろうの粂
  - 最終話「翔べ暴れん坊同心」（1979年3月14日） - 番太
- 「八丁堀あばれ軍団」第4話（1979年4月11日） - 番太
- 「日本名作怪談劇場」第3話（1979年7月4日） - 茂助
- 斬り捨て御免!シリーズ
  - 「斬り捨て御免! 第1シリーズ」第1話（1980年4月9日）
  - 「斬り捨て御免! 第3シリーズ」
    - 第2話「大奥を濡らす魔性の血」（1982年6月16日）
    - 第14話「生き地獄 女悪鬼の棲む館」（1982年9月8日）
- 「お命頂戴!」第12話（1981年12月23日）
- 「眠狂四郎無頼控」第4話（1983年4月27日）
- 「隠密・奥の細道」第16話（1989年1月20日）
- 12時間超ワイドドラマ「宮本武蔵」（1990年1月2日）
- 「大江戸捜査網」第6話（1990年11月16日） - 権三
- 「女無宿人 半身のお紺」第10話（1991年3月10日）
- 日本名作ドラマ「真実一路」後編（1993年9月27日））
- あばれ八州御用旅シリーズ
  - 「あばれ八州御用旅 第3シリーズ」第7話（1992年8月28日） - 勘八
  - 「あばれ八州御用旅 第4シリーズ」第3話（1994年4月22日） - 長次

### 特撮
- 「白獅子仮面」第5話 - 最終話（1973年5月2日 - 6月27日、日本テレビ） - ナレーター

### CM
- 金蛇精
- KDDI（2000年）